# Zhengzhou
Zhengzhou (kinesisk: 郑州; pinyin: Zhèngzhōu; Wade-Giles: Chengchow) er en kinesisk by på præfekturniveau som er hovedstad i provinsen Henan i det centrale Kina. Præfekturet har et areal på 7,446.2 km2, hvoraf selve byen udgør 1,010.3 km2. (2007)
Det har en befolkning på 7.356.000 mennesker, hvilket giver en tæthed på 987.9 indb./km2 , hvoraf de 4.508.000 bor i selve byen med en tæthed på 4.462 indb./km2. Centrum ligger 20 km syd for Den gule flod. 
Byen har meget industri (bl.a. bomuld, aluminium, maskinfabrikker). Zhengzhou er også et af Kina vigtigste jernbaneknudepunkter, hvor hovedaksene øst-vest (Long-hai, linjen Shanghai-Xian-Urumqi) og nord-syd (Jing-guang, linjen Beijing-Guangzhou) krydser hinanden. Nordbanegården i Zhengzhou er Asiens største gods- og ranger-station.

## Administrative enheder
Zhengzhou består af seks bydistrikter, et amt og fem byamter:
- Bydistriktet Zhongyuan (中原区), 195 km², 570.000 indbyggere (2003), regeringscentrum;
- Bydistriktet Erqi (二七区), 159 km², 500.000 indbyggere;
- Bydistriktet Guancheng for huikineserne (管城回族区), 204 km², 320 000 indbyggere;
- Bydistriktet Jinshui (金水区), 242 km², 780.000 indbyggere;;
- Bydistriktet Shangjie (上街区), 18 km², 80.000 indbyggere;
- Bydistriktet Huiji (惠济区), 206 km², 150.000 indbyggere;
- Amtet Zhongmou (中牟县), 1 393 km², 690.000 indbyggere;
- Byamtet Xinzheng (新郑市), 873 km², 630.000 indbyggere;
- Byamtet Dengfeng (登封市), 1 220 km², 630.000 indbyggere;
- Byamtet Xinmi (新密市), 1 001 km², 820.000 indbyggere;
- Byamtet Gongyi (巩义市), 1 041 km², 790.000 indbyggere;
- Byamtet Xingyang (荥阳市), 955 km², 650.000 indbyggere.

## Historie
Byen har en rig historisk og kulturel arv, først og fremmest ved at den var mangeårig hovedstad for Shang-dynastiet (ca. 1550-1045 f.Kr.). Byen hed da Ao. Ved Zhengzhous østlige udkant, et sted som hedder Shangcheng, er der fundet rester af bybebyggelsen.
Ved byen Dengfeng, 80 km sydvest for Zhengzhou, ligger det berømte Shaolin-kloster, hvor nogen af de kinesiske kampformer (kongfu) blev udviklet af buddhistmunkene, hvilket skildres i en række biograffilm (som f.eks. Jet Lis «Shaolin Monastery»).
Byen og området blev hårdt prøvet under den anden kinesisk-japanske krig mellem 1937 og 1945. I håb om at det ville sinke de japanske styrkers fremmarch bestemte Kuomintang-regeringen sig i 1938 for at bryde digerne omkring Huang He – Den gule flod. Dermed blev et område på 54.000 m² sat under vand. Én million mennesker druknede, og 12 millioner omkom senere som følge af sult og sygdom. 
I 1906 var byen blevet sæde for en katolsk apostolsk præfekt med ansvar for katolsk mission i det som blev kaldt det apostoliske prefektur Vest-Hunan (fra 1924 kaldt det ap. præfektur Chengchow). Den 11. april 1946 blev det opgraderet til bispedømme. Den italienske xaverianerpræst Faustino M. Tissot S.X. (1901-1991) blev biskop, men blev udvist af kommunistregimet i 1953. Da havde bispedømmet omkring 20.000 katolikker af en samlet befolkning på fire millioner.
I 1954 blev Zhengzhou hovedstad for provinsen Henan, hvilket som førte til en eksplosiv vækst. Zhengzhou ligger i et stort område for bomuldsdyrkning, og blev dermed centrum for Kinas tekstilindustri.

## Trafik

### Jernbane
Jingguangbanen, som er toglinjen mellem Beijing i nord og Guangzhou i syd, har stoppested her. Denne stærkt trafikerede jernbanelinje blandt andet også Shijiazhuang, Wuhan, Changsha og Shaoguan. 
I Zhengzhou standser togene på Longhaibanen, Kinas vigtigste jernbanelinje i øst-vest-retning, som løber fra Lianyungang til Lanzhou via blandt andet Xuzhou, Kaifeng, Luoyang og Xi'an.

### Vej
Kinas rigsvej 107 fører gennem området. Den løber fra Beijing til Shenzhen (ved Hongkong, og passerer på sin vej provinshovedstæderne Shijiazhuang, Zhengzhou, Wuhan, Changsha og Guangzhou.
Kinas rigsvej 220 ender i Zhengzhou. Den går fra Binzhou i Shandong til Zhengzhou.
Kinas rigsvej 310 går gennem området. Denne vigtige trafikkåre begynder i Lianyungang i Jiangsu, går vestover og ender i Tianshui i provinsen Gansu. Den går gennem større byer som Xuzhou, Shangqiu, Kaifeng, Zhengzhou, Luoyang og Xi'an.